# Alfred Kinzel

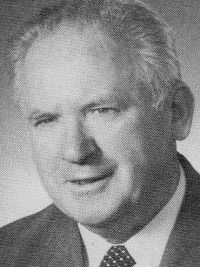
Alfred Kinzel (1980)

Alfred Kinzel (* 28. September 1912 in Berlin; † 17. August 2004 in Neuruppin) war von 1975 bis 1983 Präsident des Deutschen Schachbundes.

## Organisator
Kinzel war von 1965 bis 1974 Vorsitzender des Berliner Schachverbandes. 1966 wurde er 2. Vizepräsident im Deutschen Schachbund, 1971 1. Vizepräsident. Nach dem Ableben des Präsidenten Ludwig Schneider wurde er 1975 Präsident. Dieses Amt hatte er bis 1983 inne.
Während seiner Amtszeit stellte er die Weichen, den Deutschen Schachbund auf eine professionelle Struktur umzustellen. Dazu richtete man in Berlin eine Geschäftsstelle ein und beschäftigte mit Horst Metzing einen hauptamtlichen Geschäftsführer. Auch initiierte er eine zentrale Mitgliederdatenbank. In seine Amtszeit fällt die Gründung der eingleisigen 1. Schachbundesliga. Er setzte sich dafür ein, dass Schach als gemeinnützig anerkannt wurde.
Von 1971 bis 1986 vertrat er den Deutschen Schachbund bei der FIDE.

## Schachspieler
Kinzel war auch ein starker Schachspieler. 1957 und 1961 gewann er mit seinem Verein, der Berliner Schachgesellschaft 1827 Eckbauer, die Deutsche Mannschaftsmeisterschaft. Seit 1999 spielte er nach seinem Umzug nach Neuruppin beim dort ansässigen Märkischen SV.

## Ehrungen
Für seinen organisatorischen Einsatz erhielt er zahlreiche Ehrungen:

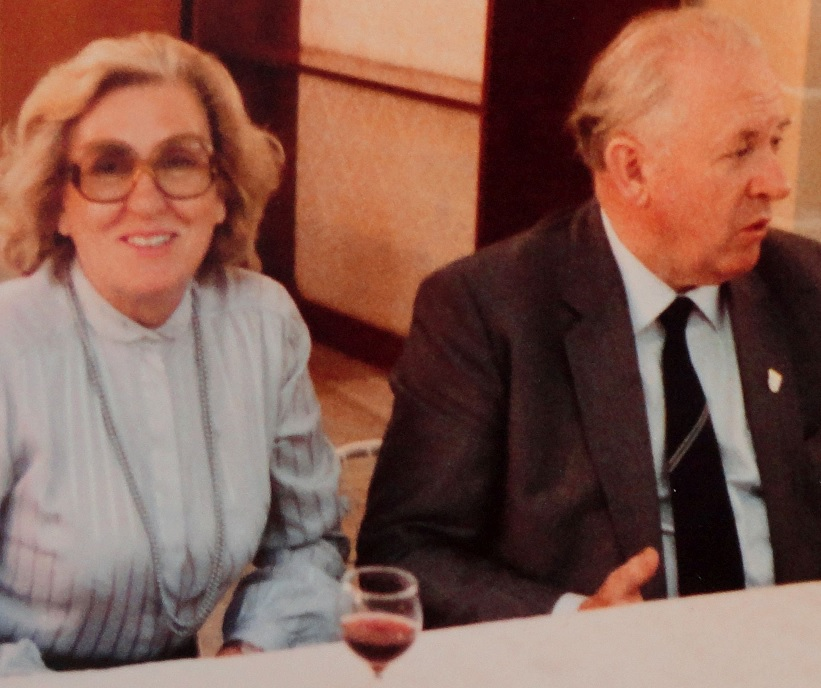
Ehepaar Kinzel, Schacholympiade 1980 in Valletta auf Malta

- Ehrenvorsitzender des Berliner Schachverbandes
- Ehrenpräsident des Deutschen Schachbundes (1983)
- Goldene Ehrennadel (1976)
- Bundesverdienstkreuz I. Klasse (1982)
- Ehrenmitglied der FIDE (1986)

## Privates
Alfred Kinzel war verheiratet mit Gertrud Kinzel. Er arbeitete im Polizeidienst von Berlin.